# Motički Gaj
Motički Gaj är en ort i Montenegro. Den ligger i den norra delen av landet, 80 km norr om huvudstaden Podgorica. Motički Gaj ligger 1 512 meter över havet och antalet invånare är 179.
Terrängen runt Motički Gaj är huvudsakligen kuperad, men norrut är den bergig. Runt Motički Gaj är det ganska glesbefolkat, med 48 invånare per kvadratkilometer. Närmaste större samhälle är Žabljak, 2,8 km norr om Motički Gaj. Trakten runt Motički Gaj består till största delen av jordbruksmark.